# Коси (река)
Ко́си (хинди कोसी, в верховье Сапт-Коси; в низовье Гхугри) — река в Непале (Восточный регион) и Индии (Бихар). Один из крупнейших притоков Ганга.
Образуется при слиянии рек Сун-Коси и Арун.
Длина 730 км, площадь бассейна — 86 900 км². Коси имеет средний расход воды 1770 м³/с. Питание реки снего-ледниковое в верховьях и дождевое в нижнем течении.

## Смещение русла

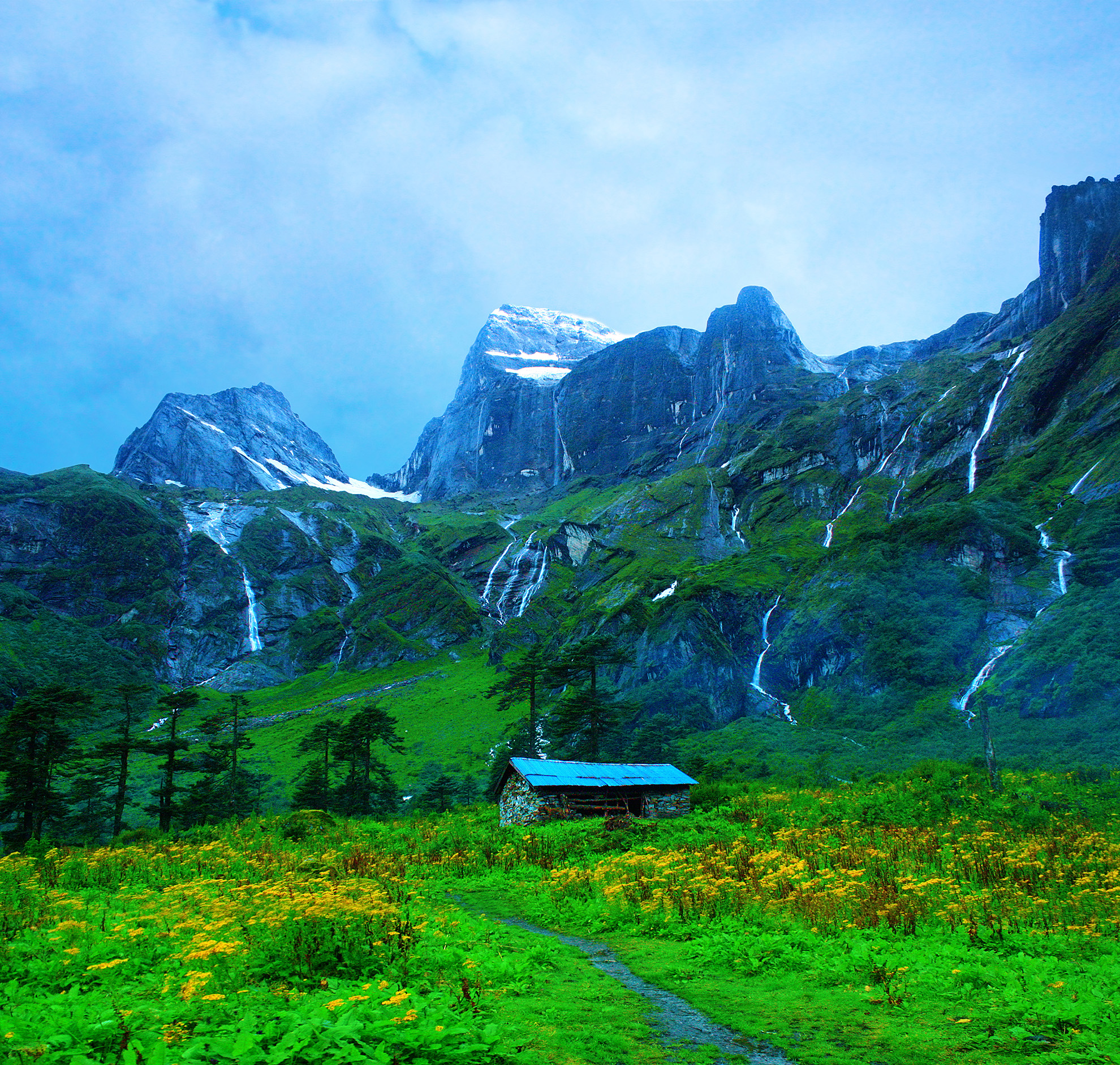
Склоны ущелья Коси

За последние 250 лет Коси сместила своё устье более чем на 120 километров с востока на запад. Это вызвано большим количеством твёрдых осадков, выносимых с гор, которые при её выходе на равнину постепенно оседают. Интенсивное отложение наносов в нижнем течении повышает русло реки, что во время паводков приводит к размыву берегов и в конечном итоге смене русла.

## Наводнения

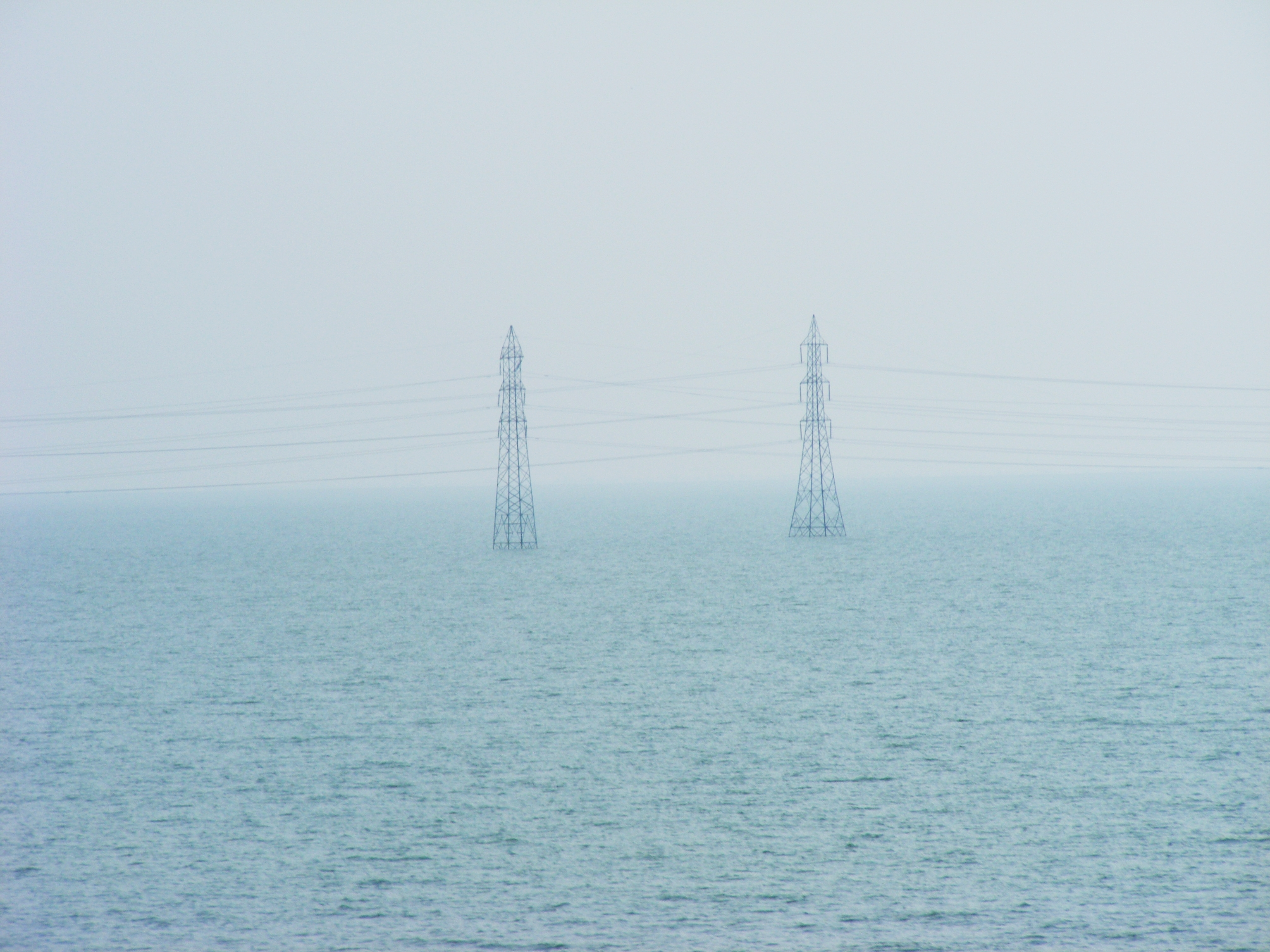
Наводнение в северном Бихаре, Индия

Река Коси известна как «Горе Бихара», так как её наводнения ежегодно затрагивают около 21 000 км² земли, что серьёзно вредит экономике. Стандартный расход воды для Коси примерно равен 2,66 м³ в секунду. Во время паводка этот показатель может увеличиваться до 18 раз. Самое сильное наводнение произошло 24 августа 1954 года — на 24 200 м³ в секунду.
18 августа 2008 года Коси затопила заброшенный канал недалеко от границы Непала и Индии. Пострадали около 2,7 млн человек. Правительство Бихара созвало технический комитет по исправлению последствий паводка.

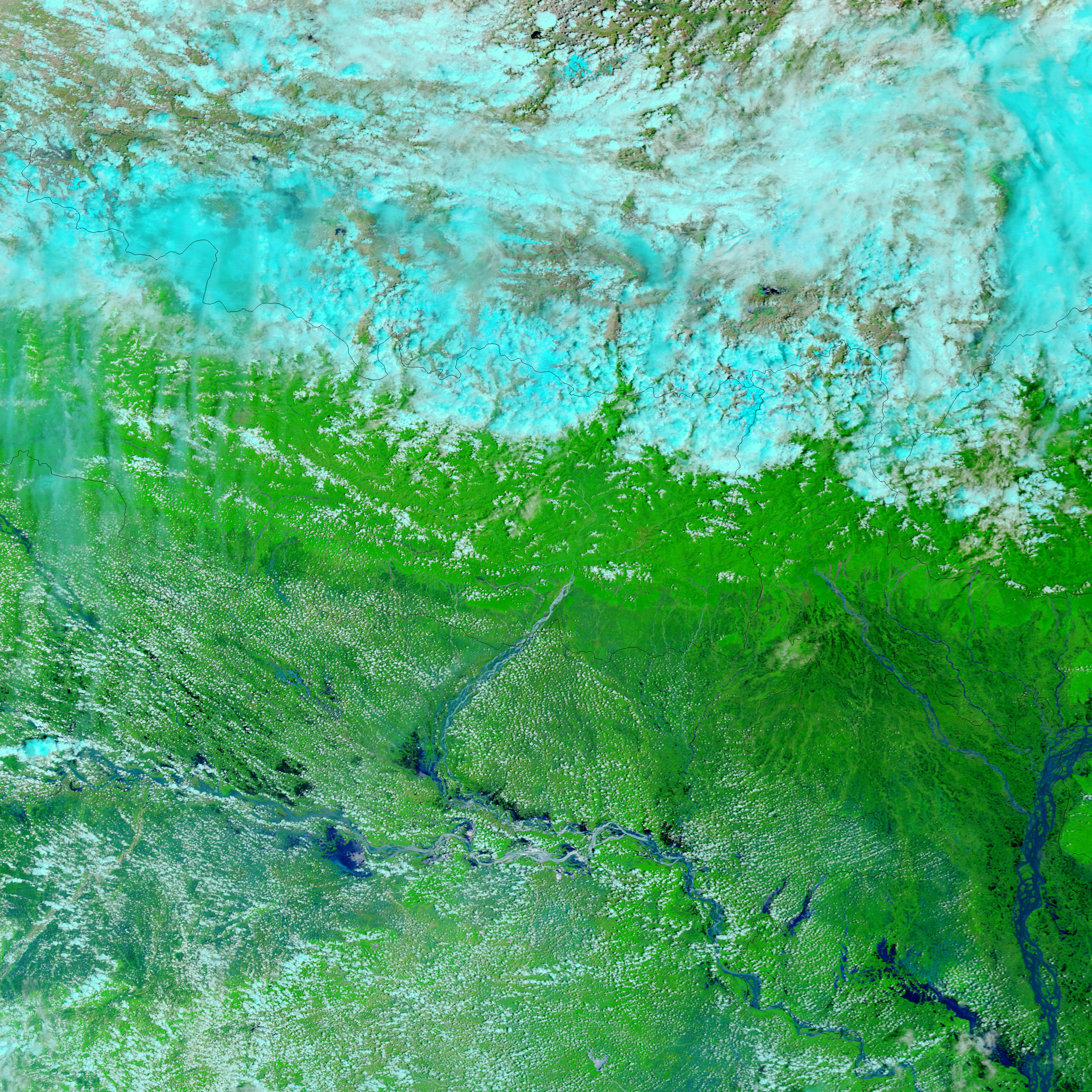
Бихар до наводнения
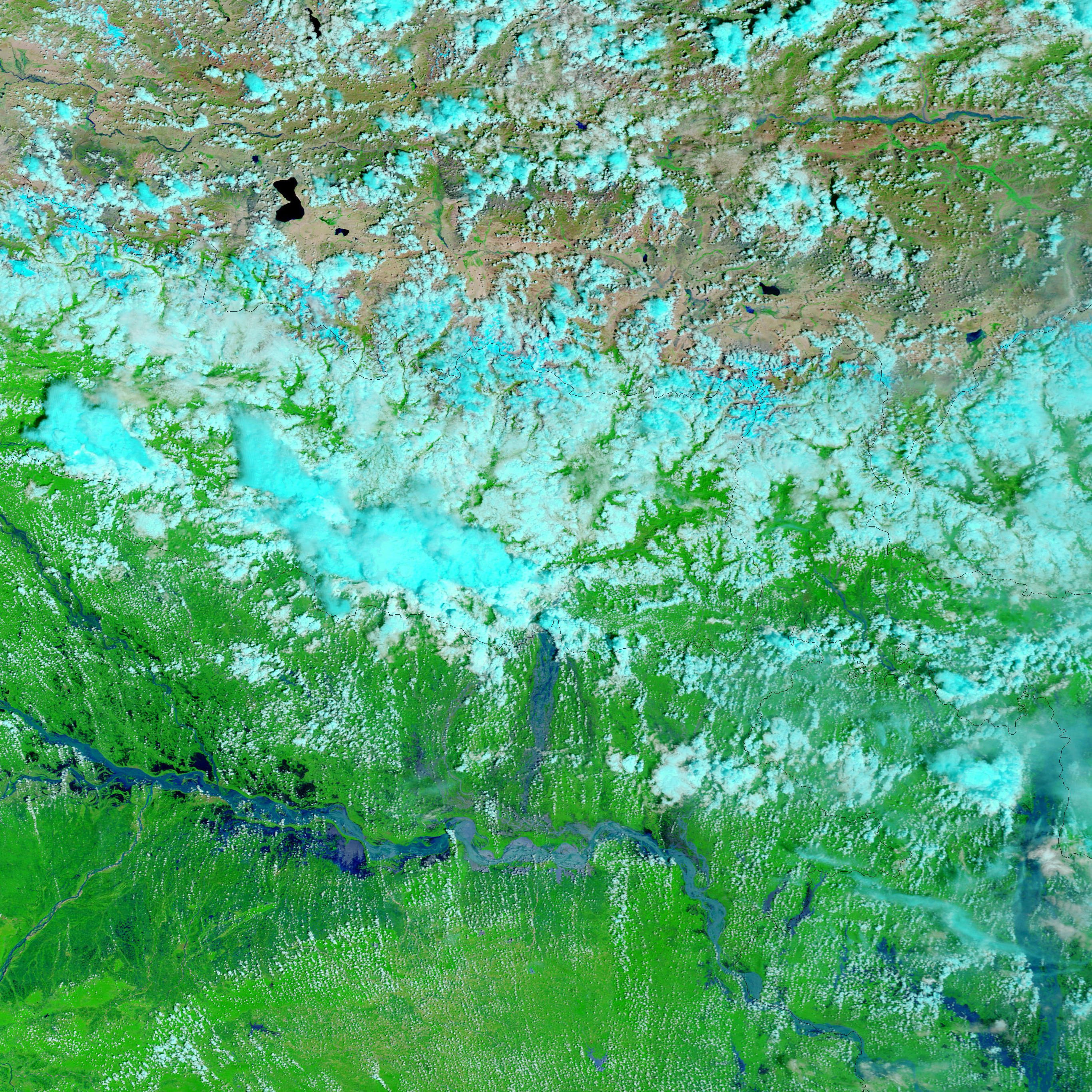
После наводнения

## Спорт
Дорога от Катманду, достигающая пешеходных маршрутов на гору Эверест, проходит через 4 основных притока Коси. Намче-Базар, находящийся недалеко от тибетской границы Непала (возле Южного лагеря под склоном горы Эверест) является главным туристическим центром в горной части долины Коси.
По реке Коси проводятся коммерческие лодочные гонки (рафтинг), а также гонки на каноэ. Коси имеет речной порог 4-5 класса.
Барбусы часто встречаются в гималайских реках, в том числе и в Коси, на высоте до 1650 м.